# Charoides tigrinata
Charoides tigrinata là một loài bọ cánh cứng trong họ Cerambycidae.